# Télescope de 3,6 mètres de l'ESO
Le télescope de 3,6 mètres de l'ESO, géré par l'Observatoire européen austral, est situé à l'observatoire de La Silla au Chili. Il était l'un des plus grands télescopes optiques du monde lors de sa mise en service en 1977, avec un diamètre du miroir primaire de 3,566 m. Il a fait l'objet d'une rénovation en 1999. Il fut un succès technique tant sur le plan optique que scientifique.[réf. nécessaire]
La découverte de la planète extrasolaire Gliese 581 c par l'équipe de Stéphane Udry de l'Observatoire de Genève en Suisse a été annoncée le 24 avril 2007. L'équipe avait utilisé l'instrument HARPS (un spectrographe échelle) monté sur le télescope de 3,6 m de l'ESO et employé la méthode des vitesses radiales pour mettre en évidence l'influence de la planète sur l'étoile,.

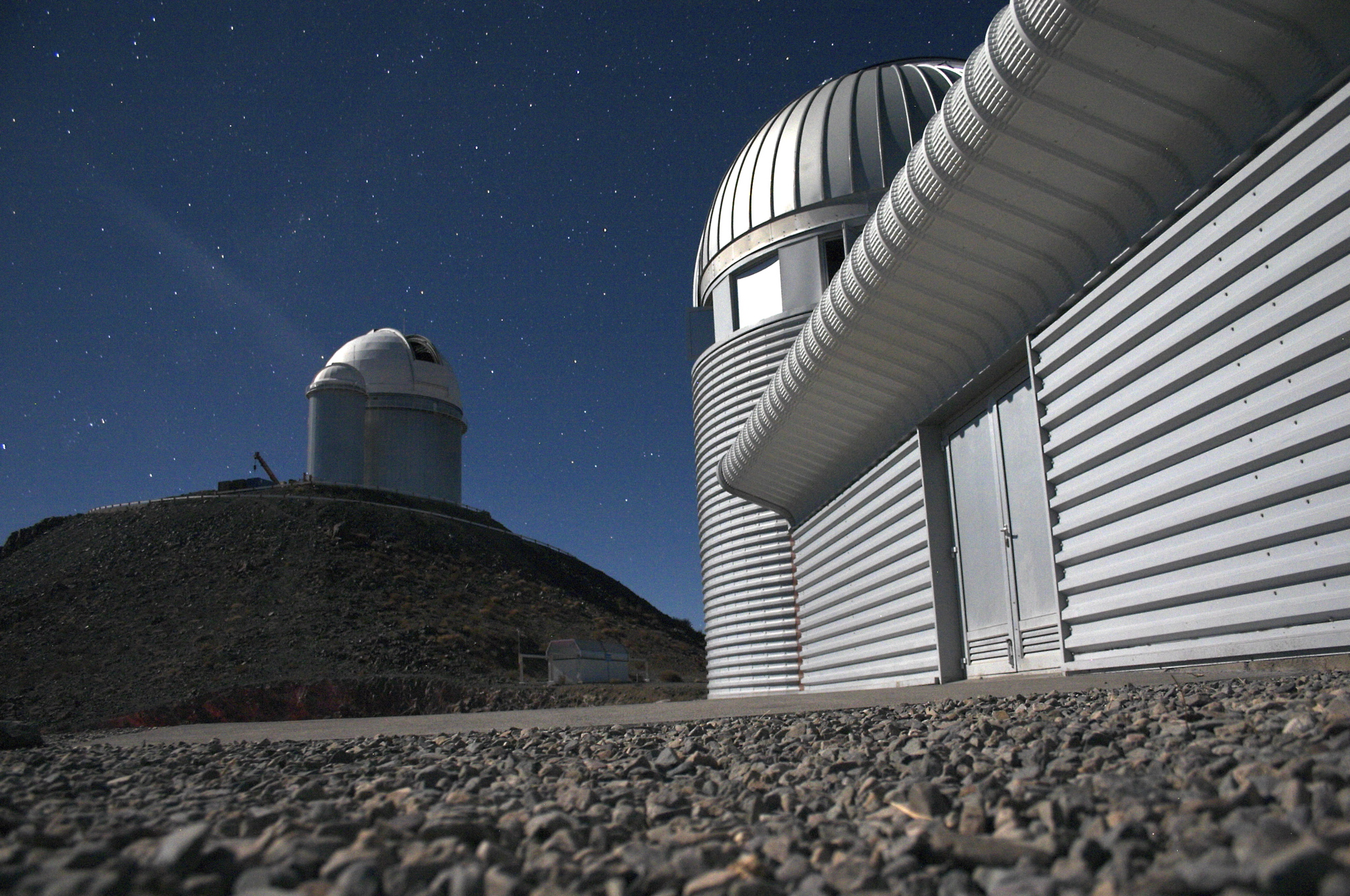
Le télescope Leonhard-Euler est à droite au premier plan et le télescope 3.6 m de l'ESO est au fond.